# Nate Wood
Nate Wood (3 oktober 1979) is een Amerikaanse jazzmuzikant (zang, drums, bas, gitaar). Hij trad op met Wayne Krantz, Kneebody, Tigran Hamasyan, The Calling en Taylor Hawkins & the Coattail Riders.

## Biografie
Nate leerde drums, bas, gitaar en saxofoon spelen en studeerde bij Charlie Haden en Joe LaBarbera aan het California Institute of the Arts voor bas en drums. Hij volgde ook het LAMA College for Music Professionals voor drums, waar hij studeerde bij Ralph Humphrey en Joe Porcaro. Na zijn afstuderen speelde hij met Kneebody tijdens hun eerste optredens en toerde daarna met The Calling ter ondersteuning van hun debuutalbum. Daarna nam hij op en bespeelde hij elk instrument op zijn debuutalbum, en naast zijn werk met Kneebody, toerde en trad hij op met artiesten als George Harrison, Chaka Khan, Sting, Wayne Krantz, Donny McCaslin, Taylor Hawkins en de Coattail Riders en de Ed Fry Band.

## Discografie

### Als leader
- 2003: Reliving
- 2007: Fall
- 2014: Another Time
- 2018: fOUR

Met Kneebody
- 2002: Wendel
- 2005: Kneebody
- 2007: Low Electrical Worker
- 2007: Kneebody Live: Volume One
- 2009: Twelve Songs By Charles Ives (met Theo Bleckmann)
- 2009: Kneebody Live: Volume Two:  Live in Italy
- 2010: You Can Have Your Moment
- 2011: Kneebody Live: Volume Three:  Live in Paris
- 2013: The Line
- 2015: Kneedelus
- 2017: Anti-Hero
- 2019: By Fire
- 2019: Chapters

Met ACT - Ben Wendel, Harish Raghavan, & Nate Wood
- 2009: ACT
- 2015: ACT II

### Als sideman
Met Wayne Krantz
- 2014: Good Piranha / Bad Piranha

Met Tigran Hamasyan
- 2009: Red Hail
- 2012: Shadow Theater
- 2015: Mockroot

Met Taylor Hawkins and the Coattail Riders
- 2006: Taylor Hawkins and the Coattail Riders
- 2010: Red Light Fever

Met The Calling
- 2001: Camino Palmero

- Bibliothèque nationale de France: cb15108931q (data)
- International Standard Name Identifier: 0000 0000 4213 4542
- Library of Congress Control Number: n2005060509
- MusicBrainz: 9d886e3d-1447-44b3-a986-255fd5f24bfa
- Virtual International Authority File: 71690941
- WorldCat: E39PBJkHprXCt9MmfXJTdKBpT3